# العلاقات الكويتية الغرينادية
العلاقات الكويتية الغرينادية هي العلاقات الثنائية التي تجمع بين الكويت و‌غرينادا.

## مقارنة بين البلدين
هذه مقارنة عامة ومرجعية للدولتين:
| وجه المقارنة                                              | الكويت        | غرينادا                                         |
| --------------------------------------------------------- | ------------- | ----------------------------------------------- |
| المساحة (كم2)                                             | 17.82 ألف     | 348                                             |
| عدد السكان (نسمة)                                         | 4.14 مليون    | 107.83 ألف                                      |
| الكثافة السكانية (ن./كم²)                                 | 232.32        | 30.99 ألف                                       |
| العاصمة                                                   | مدينة الكويت  | سانت جورجز                                      |
| اللغة الرسمية                                             | اللغة العربية | لغة إنجليزية، لغة غرينادا الكريولية الإنجليزية ‏ |
| العملة                                                    | دينار كويتي   | دولار شرق الكاريبي                              |
| الناتج المحلي الإجمالي (بليون دولار)                      | 120.13 مليار  | 1.12 مليار                                      |
| الناتج المحلي الإجمالي (تعادل القوة الشرائية) بليون دولار | 290.53 مليار  | 1.45 مليار                                      |
| الناتج المحلي الإجمالي الاسمي للفرد دولار أمريكي          | 29.30 ألف     | 9.21 ألف                                        |
| الناتج المحلي الإجمالي للفرد دولار أمريكي                 | 73.25 ألف     | 12.43 ألف                                       |
| مؤشر التنمية البشرية                                      | 0.816         | 0.750                                           |
| رمز المكالمات الدولي                                      | +965          | +1473                                           |
| رمز الإنترنت                                              | .kw           | .gd                                             |
| المنطقة الزمنية                                           | ت ع م+03:00   | 00                                              |

## منظمات دولية مشتركة
يشترك البلدان في عضوية مجموعة من المنظمات الدولية، منها:
| علم المنظمة | اسم المنظمة                               | تاريخ انضمام الكويت | تاريخ انضمام غرينادا |
| ----------- | ----------------------------------------- | ------------------- | -------------------- |
|             | الاتحاد البريدي العالمي                   | ?                   | ?                    |
|             | يونسكو                                    | 18 نوفمبر 1960      | 17 فبراير 1975       |
|             | البنك الدولي للإنشاء والتعمير             | 13 سبتمبر 1962      | 27 أغسطس 1975        |
|             | منظمة التجارة العالمية                    | ?                   | ?                    |
|             | وكالة ضمان الاستثمار متعدد الأطراف        | 12 أبريل 1988       | 12 أبريل 1988        |
|             | الاتحاد الدولي للاتصالات                  | 14 أغسطس 1959       | 17 نوفمبر 1981       |
|             | منظمة الشرطة الجنائية الدولية             | ?                   | ?                    |
|             | مؤسسة التمويل الدولية                     | 13 سبتمبر 1962      | 28 أغسطس 1975        |
|             | الأمم المتحدة                             | 14 مايو 1963        | 17 سبتمبر 1974       |
|             | مؤسسة التنمية الدولية                     | 13 سبتمبر 1962      | 28 أغسطس 1975        |
|             | منظمة حظر الأسلحة الكيميائية              | ?                   | ?                    |
|             | المركز الدولي لتسوية المنازعات الاستشارية | 4 مارس 1979         | 23 يونيو 1991        |

## وصلات خارجية
- موقع وزارة الخارجية الكويتية